# Магун
Магу́н (кит. 馬公) — единственный город на архипелаге Пэнху Китайской Республики с населением 53 тыс. человек, расположен в западной части острова Магун. Во времена японской колонизации Тайваня город Магун являлся базой императорского флота Японии для вторжения на Филиппины.

В Магуне действует аэропорт, ежедневно выполняются рейсы в Тайбэй, Тайчжун и Гаосюн.
Рейсы выполняют авиакомпании:
Far Eastern Air Transport, Mandarin Airlines, TransAsia Airways, Uni Air.

## История
Храм Мазу на острове был возведён примерно в конце 16 или начале 17 века. Сам город Магун начал расти в 1887 году, во времена Империи Цин.
Под японским владычеством, город был переименован в Мако, была организована отдельная субпрефектура Хоко. Этот район являлся главной базой императорского флота Японии, а позднее был отправным пунктом для вторжения на Филиппины во Второй мировой войне.

### Китайская Республика
25 декабря 1981 года, Магун был преобразован из городского посёлка в город, управляемый округом.

## Образование
На территории города расположен Национальный научно-технический университет Пэнху.